# 1414
1414 (MCDXIV) fue un año común comenzado en lunes del calendario juliano.

## Acontecimientos
- Coronación de Fernando de Antequera Rey de Aragón, en Zaragoza.
- 6 de agosto - Juana II sucede a su hermano Ladislas como Reina de Nápoles.
- 5 de noviembre: comienza el Concilio de Constanza.[1]

## Nacimientos
- 21 de julio - Sixto IV, papa

## Fallecimientos
- 6 de agosto - Ladislao I de Nápoles, rey de Nápoles